# لينيير بيرو
لينيير بيرو (مواليد 24 نوفمبر 1992) هو ملاكم كوبي، مثّل بلاده في الألعاب الأولمبية الصيفية 2016.

## روابط خارجية
لينيير بيرو على موقع بوكس ريك (الإنجليزية) (registration required)
- لينيير بيرو على موقع اللجنة الأولمبية الدولية (الإنجليزية)
- لينيير بيرو على موقع أوليمبيديا (الإنجليزية)